# Muradiye
Muradiye (antigament, en armeni Berkri [armeni: Բերկրի]; kurd: Bêgirî) és una ciutat de Turquia, i un districte de la província de Van. Antigament formà part d'Armènia bagràtida, dins la regió de Baspracània a l'est de la punta nord-est del llac Van, al nord-est d'Erciş.

## Història
Poblada per àrabs a partir del 770, quedà inclosa a l'emirat Qaysita des del 771. Ala al-Djahapi de Manazkert fou encarregat vers el 850 de fer operacions militars a Baspracània. Ala va saquejar els districtes de l'Albag i sud-est del llac Van i després va entrar a Baspracània i es va instal·lar a Ardjudj, però fou sorprès pel príncep Asoci Arzeruni, que el va derrotar completament. Ala va fugir i es va refugiar a Berkri (850). El seu emir era encara feudatari dels qaysites vers el 900.
Més tard fou incorporada als dominis dels musafírides i el 1034 el catepà de Baspracània Constantí Cabasiles va ocupar Berkri al musafírida Abul Haidja ben Rabib al-Dawla, nebot de Wahsudan ben Mamlan de l'Azerbaidjan. El nou governador romà d'Orient, Gantzi, va deixar la ciutat desguarnida per uns dies (per anar a buscar farratge pels animals) i un presoner de la ciutat, un antic cap militar de nom Kehtrik (o Alim), va fer saber als musafírides que estava sense protecció; la ciutat fou sorpresa i Gantzi va morir. Un exèrcit enviat el 1035 sota comandament del patrici Nicetes Pegonites, va recuperar la ciutat que els defensors van lliurar a canvi de poder sortir sans i estalvis.
L'any 1055 el seljúcida Toghrul Beg va ocupar la ciutat de Berkri i la d'Ardjesh, poblades ambdues per musulmans.